# Orbeli
Orbeli je priimek več oseb:
- Levoj Abgarovič Orbeli, sovjetski general
- Levon Orbeli, armenski fiziolog
- Josif Abgarovič Orbeli, armenski orientalist